# 皮利亞京
50°56′19″N 31°17′50″E / 50.93861°N 31.29722°E
皮利亞京（烏克蘭語：Пилятин）是位於烏克蘭北部切爾尼希夫州裏切爾尼希夫區的村莊，始建於1666年，面積1.98平方公里，海拔高度113米，2001年人口476，人口密度每平方公里239.9人。